# Slash (musikalbum)
Slash är den amerikanske musikern Slashs debutalbum som soloartist. Slash har bjudit in flera gästmusiker: Fergie, Lemmy, Ozzy Osbourne, Andrew Stockdale och Dave Grohl. Tre före detta medlemmar från Guns N' Roses är också med: Izzy Stradlin, Duff McKagan och Steven Adler.

## Låtlista
| Nr           | Titel                 | Kompositör                    | Längd |
| ------------ | --------------------- | ----------------------------- | ----- |
| 1.           | Ghost                 | Slash, Ian Astbury            | 3:34  |
| 2.           | Crucify the Dead      | Slash, Ozzy Osbourne          | 4:35  |
| 3.           | Beautiful Dangerous   | Slash, Fergie                 | 4:04  |
| 4.           | Back from Cali        | Slash, Myles Kennedy          | 3:36  |
| 5.           | Promise               | Slash, Chris Cornell          | 4:41  |
| 6.           | By the Sword          | Slash, Andrew Stockdale       | 4:50  |
| 7.           | Gotten                | Slash, Adam Levine            | 5:33  |
| 8.           | Doctor Alibi          | Slash, Lemmy Kilmister        | 3:07  |
| 9.           | Watch This            | Slash                         | 3:46  |
| 10.          | I Hold On             | Slash, Kid Rock, Marlon Young | 4:10  |
| 11.          | Nothing to Say        | Slash, M. Shadows             | 5:27  |
| 12.          | Starlight             | Slash, Kennedy                | 5:35  |
| 13.          | Saint Is a Sinner Too | Slash, Rocco DeLuca           | 3:28  |
| 14.          | We're All Gonna Die   | Slash, Iggy Pop               | 4:30  |
| Total längd: | Total längd:          | Total längd:                  | 60:29 |

## Medverkande
| Musiker - Slash – gitarr - Chris Chaney – bas, akustisk gitarr - Josh Freese – trummor, slagverk - Lenny Castro – slagverk Övriga musiker - Izzy Stradlin – gitarr - Taylor Hawkins – kör - Kevin Churko – kör - Joe Sandt – cembalo - Deron Johnson – orgel - Anton Patzner – violin/viola - Lewis Patzner – cello - Mark Robertson – violin - Alyssa Park – violin - Julie Rogers – violin - Sam Fischer – violin - Grace Oh – violin - Songa Lee – violin - Maia Jasper – violin - Lisa Liu – violin - Steve Ferrone – trummor - Steven Adler – trummor - Flea – bas - Franky Perez – kör - Bobby Schneck – gitarr - Todd Kerns – bas - Brent Fitz – trummor | Gäster - Ian Astbury – sång, slagverk - Ozzy Osbourne – sång - Fergie – sång - Myles Kennedy – sång, gitarr - Chris Cornell – sång - Andrew Stockdale – sång - Adam Levine – sång - Beth Hart – sång, piano - Dave Grohl – trummor - Duff McKagan – bass, kör - Kid Rock – sång - M. Shadows – sång - Rocco DeLuca – sång - Iggy Pop – sång - Koshi Inaba – sång - Lemmy Kilmister – sång, bas - Nick Oliveri – sång - Cypress Hill – sång - Alice Cooper – sång - Nicole Scherzinger – sång Produktion - Eric Valentine – producent, ljudtekniker, mixning - Kid Rock – producent - Bradley Cook – inspelningstekniker - Big Chris Flores – inspelningstekniker |

## Listplaceringar och certifikat
| Land           | Organisation | Topplacering | Sålda ex. | Certifikat | Ref         |
| -------------- | ------------ | ------------ | --------- | ---------- | ----------- |
| Australien     | ARIA         | 3            | 70 000+   | Platina    | [ 1 ] [ 2 ] |
| Belgien (Vl)   | IFPI         | 38           |           |            | [ 1 ]       |
| Belgien (Wa)   | BEA          | 35           |           |            | [ 1 ]       |
| Danmark        | IFPI         | 4            |           |            | [ 1 ]       |
| Finland        | IFPI         | 2            |           |            | [ 1 ]       |
| Frankrike      | SNEP         | 17           |           |            | [ 1 ]       |
| Grekland       | IFPI         | 2            |           |            | [ 1 ]       |
| Kanada         | CRIA         | 1            | 80 000+   | Platina    | [ 3 ] [ 4 ] |
| Irland         | IRMA         | 24           |           |            | [ 5 ]       |
| Italien        | FIMI         | 6            |           |            | [ 1 ]       |
| Mexiko         | AMPROFON     | 34           |           |            | [ 1 ]       |
| Nederländerna  | NVPI         | 17           |           |            | [ 1 ]       |
| Norge          | IFPI         | 4            |           |            | [ 1 ]       |
| Nya Zeeland    | RIANZ        | 1            |           |            | [ 1 ]       |
| Polen          | ZPAV         | 11           |           |            | [ 5 ]       |
| Portugal       | AFP          | 27           |           |            | [ 1 ]       |
| Schweiz        | IFPI         | 3            |           |            | [ 1 ]       |
| Spanien        | PROMUSICAE   | 26           |           |            | [ 1 ]       |
| Storbritannien | BPI          | 17           | 60 000+   | Silver     | [ 5 ] [ 6 ] |
| Sverige        | IFPI         | 1            |           |            | [ 1 ]       |
| Tyskland       | IFPI         | 4            |           |            | [ 5 ]       |
| USA            | RIAA         | 3            |           |            | [ 3 ]       |
| Österrike      | IFPI         | 1            |           |            | [ 1 ]       |

## Utgivningsdatum
| Datum         | Område              |
| ------------- | ------------------- |
| 31 mars 2010  | Japan               |
| 1 april 2010  | Australien Malaysia |
| 2 april 2010  | Storbritannien      |
| 5 april 2010  | Spanien Frankrike   |
| 6 april 2010  | Kanada USA          |
| 9 april 2010  | Tyskland            |
| 30 april 2010 | Brasilien           |